# Lisa van Belle
Lisa van Belle (Zoetermeer, 30 de enero de 2004) es una deportista neerlandesa que compite en ciclismo en las modalidades de pista y ruta.
Participó en los Juegos Olímpicos de París 2024, obteniendo una medalla de bronce en la prueba de madison (junto con Maike van der Duin).
Ganó dos medallas en el Campeonato Europeo de Ciclismo en Pista de 2025, oro en la prueba de madison y bronce en eliminación.

## Medallero internacional
| Juegos Olímpicos   | Juegos Olímpicos         | Juegos Olímpicos  | Juegos Olímpicos |
| Año                | Lugar                    | Medalla           | Competición      |
| ------------------ | ------------------------ | ----------------- | ---------------- |
| 2024               | París (Francia)          | Medalla de bronce | Madison          |
| Campeonato Europeo |                          |                   |                  |
| Año                | Lugar                    | Medalla           | Competición      |
| 2025               | Heusden-Zolder (Bélgica) | Medalla de oro    | Madison          |
| 2025               | Heusden-Zolder (Bélgica) | Medalla de bronce | Eliminación      |